# Icelandair
Icelandair è la compagnia aerea di bandiera dell'Islanda, con sede all'aeroporto Internazionale di Keflavík vicino alla capitale Reykjavík. Fa parte del gruppo Icelandair e nel dicembre 2020 operava servizi di linea verso 34 città in 16 paesi su entrambi i lati dell'Oceano Atlantico dal suo hub all'aeroporto di Keflavík. La posizione geografica dell'Islanda è conveniente per i voli transatlantici one-stop, che è un pilastro della strategia aziendale della compagnia aerea, insieme al traffico da e verso il paese.

## Storia

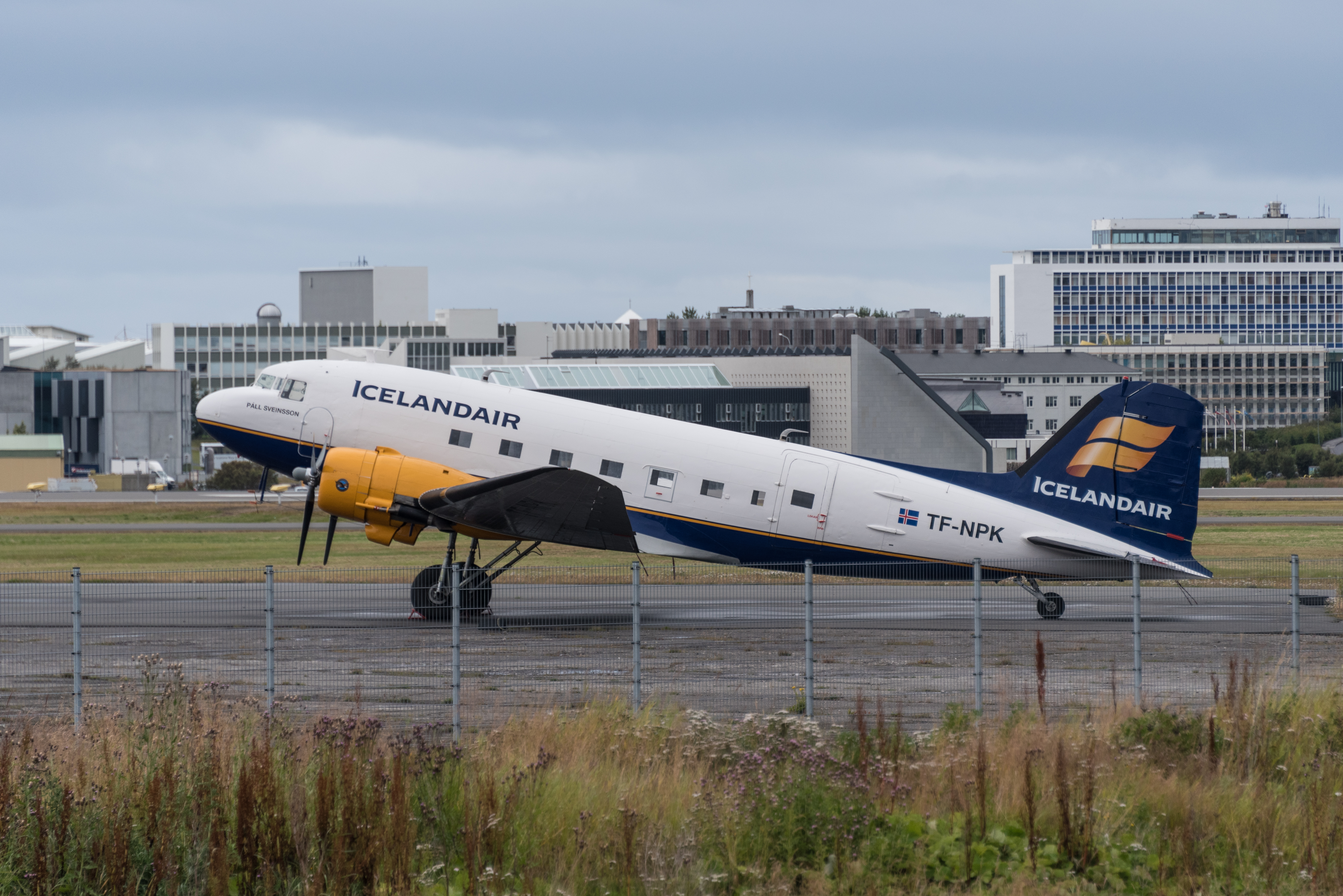
Un Douglas DC-3 preservato visto a Reykjavík nel 2017.

### Flugfélag Íslands/Icelandair
Icelandair affonda le sue radici nel 1937, quando la Flugfélag Akureyrar fu fondata ad Akureyri, sulla costa settentrionale dell'Islanda. Le operazioni di volo iniziarono nel 1938 con un singolo Waco YKS-7 configurato come idrovolante. Nel 1939, la compagnia fu messa a terra quando questo aereo fu distrutto in un incidente. La compagnia si trasferì a Reykjavík, dove acquisì un altro Waco e fu rilanciata nel 1940 come Flugfélag Íslands, che si traduce come Flight Company of Iceland (compagnia aerea dell'Islanda). In precedenza, nel paese erano esistite due compagnie aeree indipendenti con lo stesso nome (dal 1919 al 1920 e tra il 1928 e il 1931). Per scopi internazionali, è stato adottato il nome Iceland Airways.
La flotta venne ampliata con un Beechcraft Model 18 nel 1942; e con due de Havilland Dragon Rapide e un Consolidated PBY Catalina nel 1944, quest'ultimo il primo aereo in assoluto registrato in Islanda ad essere trasportato nel paese da un equipaggio islandese proveniente dal Nord America. L'11 luglio 1945, questo aereo operò il primo volo commerciale sull'Oceano Atlantico per la compagnia aerea, che da Reykjavík portava a Largs in Scozia, con quattro passeggeri e quattro membri dell'equipaggio a bordo. Voli regolari per l'aeroporto di Prestwick in Scozia e Copenaghen in Danimarca, utilizzando Consolidated B-24 Liberator affittati da Scottish Airlines, furono lanciati nel 1946.
Nello stesso anno, il comfort e le prestazioni dei voli interni in Islanda migliorarono con l'introduzione dei Douglas DC-3. Ne furono acquistati sei in totale, che rimasero in servizio con la compagnia aerea fino al 1972. Fino alla fine degli anni '60, Flugfélag si concentrava principalmente sui voli nazionali, dove inizialmente dovette affrontare la forte concorrenza di Loftleiðir, un'altra compagnia aerea fondata nel 1944. Quando una proposta di fusione del governo islandese fu respinta dalle due compagnie aeree, le rotte interne furono divise tra di loro come misura per alleviare la concorrenza. Quando Loftleiðir si ritirò dal mercato interno nel 1952 per concentrarsi completamente sui voli internazionali, Flugfélag divenne il principale vettore nazionale del paese.

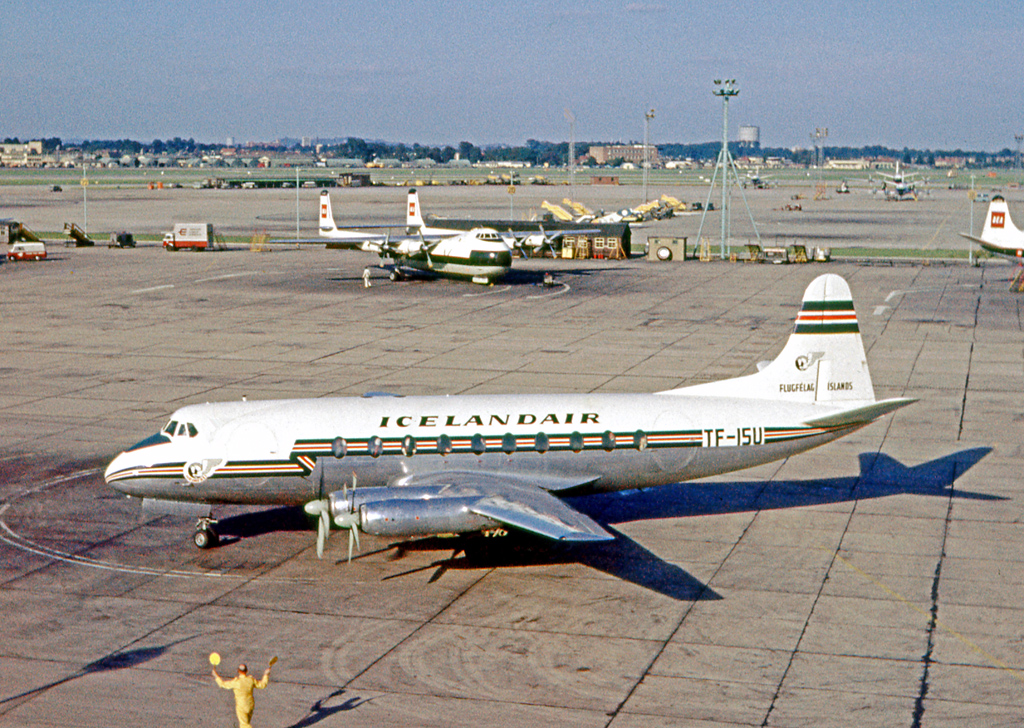
Un Vickers Viscount a Londra nel 1962.

I servizi internazionali rimasero parte del modello di business di Flugfélag, anche se in misura molto minore rispetto a Loftleiðir. Nel 1948 vennero introdotti i Douglas DC-4 su quelle rotte e nel 1957 furono acquistati due nuovi Vickers 759 Viscount, i primi aerei di linea turboelica operati da una compagnia aerea islandese. Negli anni '50, Flugfélag iniziò a utilizzare il marchio "Icelandair" per i suoi voli internazionali.
Nel 1967, la Flugfélag fu la prima compagnia aerea islandese a entrare nell'era dei jet, quando fu messo in servizio un Boeing 727-100 soprannominato Gullfaxi. Un altro 727 venne acquistato nel 1971 e il tipo di aeromobile fu utilizzato fino al 1990. Nel 2008, la sezione della cabina di pilotaggio del Gullfaxi è stata esposta all'Akureyri Aviation Museum.

### Loftleiðir
Un'altra compagnia, Loftleiðir, chiamata a livello internazionale Icelandic Airlines, era stata costituita nel 1944 da tre giovani piloti di ritorno dal loro addestramento di volo in Canada. La loro compagnia, il cui nome significa approssimativamente "Skyways", si concentrò sui servizi aerei interni islandesi per i primi anni. I primi aerei usati furono due Stinson Reliant, e poi un Grumman Goose.
In un primo momento, come Flugfélag Íslands, si concentrava sui servizi aerei nazionali. Loftleiðir iniziò le operazioni internazionali nel 1947.
Nel 1952, le autorità islandesi erano molto preoccupate che la feroce concorrenza tra le due compagnie le avrebbe rovinate entrambe; tentarono quindi di forzare una fusione. Ciò non avvenne, per cui le autorità suddivisero le rotte nazionali tra le due compagnie. Di conseguenza, Loftleiðir cessò completamente i voli nazionali in Islanda, concentrandosi invece sui voli internazionali. I servizi pionieristici a basso costo di Loftleiðir attraverso l'Atlantico settentrionale iniziarono quindi nel 1953. In un certo senso, Loftleiðir può persino essere considerata una sorta di precursore dei vettori low cost che iniziarono a spuntare in tutto il mondo negli anni '70, in particolare i vettori economici a lungo raggio come Norwegian Air Shuttle. Questo la rese una compagnia aerea popolare per i viaggi tra l'Europa e il Nord America.
La fine degli anni '60 fu un periodo di grande crescita per Loftleiðir. Nel 1969, la compagnia acquisì International Air Bahama, una piccola compagnia aerea che operava con alcuni Douglas DC-8 fuori dalle Bahamas con un servizio transatlantico non-stop tra Nassau e Lussemburgo, e un anno dopo Loftleiðir divenne uno dei fondatori di Cargolux, una compagnia aerea cargo. Sempre nel 1970, Loftleiðir entrò nell'era dei jet con i suoi primi due aerei Douglas DC-8.
In quegli anni, Loftleiðir veniva spesso definita, anche dal personale stesso, come "the Hippie Airline" o anche "the Hippie Express". Loftleiðir non era famosa per la velocità o la puntualità, ma volare con la compagnia divenne una sorta di rito di passaggio per i giovani "hippy" dall'America in viaggio verso l'Europa, uno dei quali fu il futuro presidente degli Stati Uniti Bill Clinton.

### Fusione tra Flugfélag Íslands e Loftleiðir
Durante la crisi energetica degli anni settanta, la situazione economica sia per Flugfélag che per Loftleiðir peggiorò. Il governo islandese avviò un nuovo tentativo di fusione tra le due compagnie aeree, che avrebbe dovuto essere realizzato nel 1973 a seguito di negoziati lunghi e difficili. Nel 1975, il governo fornì un prestito di 13,5 milioni di dollari a Flugleiðir. Lo staff di Loftleiðir si lamentava del fatto che Flugfélag, sebbene più piccola, avrebbe potuto prendere il sopravvento dopo la fusione. Venne creata una holding chiamata Flugleiðir, che unì le due società e iniziò a razionalizzare il personale e le operazioni. Al momento della fusione, due terzi del traffico passeggeri della compagnia aerea erano traversate transatlantiche internazionali e la flotta di Douglas DC-3 e Boeing 727 di Flugfélag fu ampliata dai Douglas DC-8 di Loftleiðir. Nel 1979, le due compagnie aeree si fusero in un'unica compagnia, Flugleiðir, ribattezzata Icelandair.

### Post-fusione

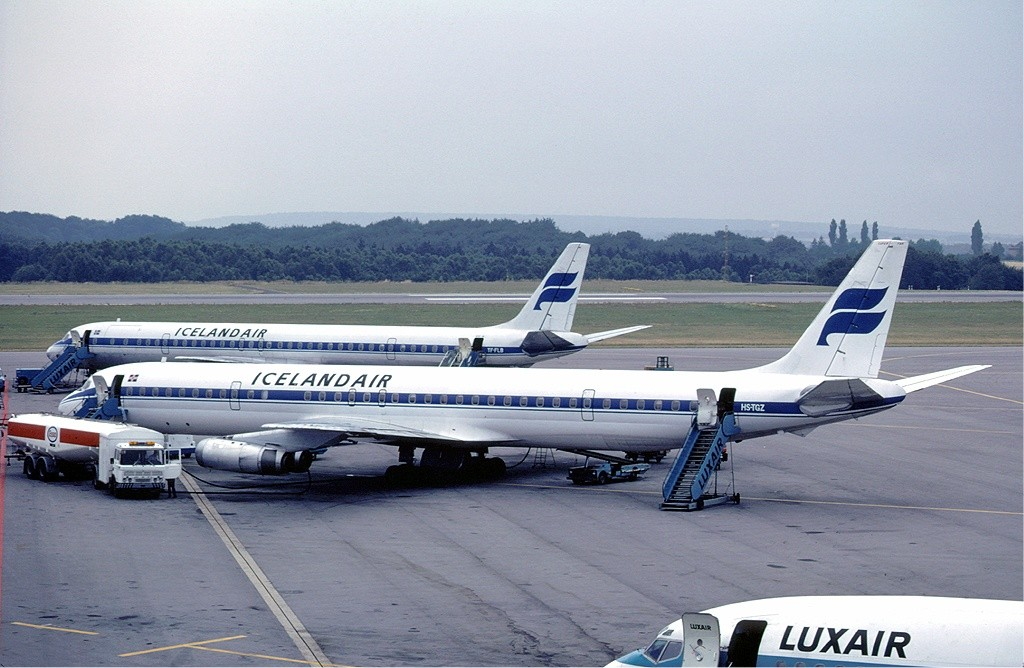
Alcuni aerei della compagnia a Lussemburgo nel 1983.

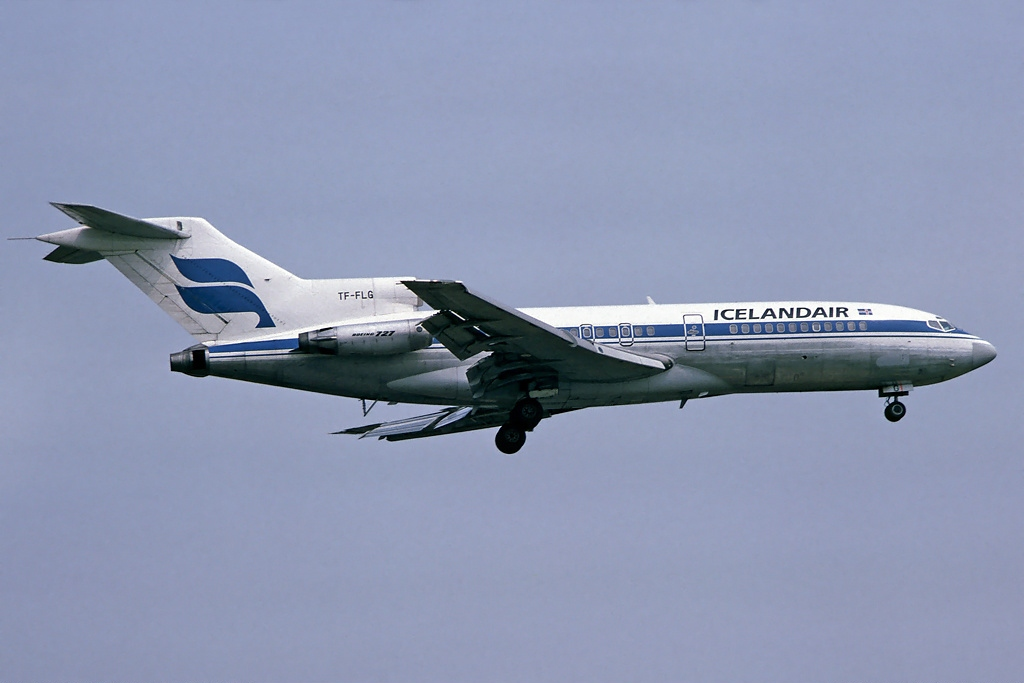
Un Boeing 727-100 nel 1983.

Nel 1980, il governo islandese concesse un prestito a Icelandair a causa della cattiva situazione finanziaria della società.
La flotta rimase sostanzialmente invariata fino a quando il Boeing 757-200 non diventò la nuova spina dorsale per i voli transatlantici negli anni novanta. I Fokker F27 regionali furono sostituiti dai Fokker F50 e dai Boeing 737 schierati sulle rotte europee. L'hub europeo dell'aeroporto di Lussemburgo era stato rilevato da Loftleiðir. Il numero di passeggeri superò il milione nel 1997 quando l'attività della società crebbe grazie alla reputazione di "backpacker airline", simile a Loftleiðir, che era stata chiamata "Hippie Airline" dalla fine degli anni '60. Nello stesso anno venne avviato lo smantellamento dell'hub lussemburghese a favore dell'attuale rete europea decentralizzata, che collegava senza sosta le città più grandi a Reykjavík, chiudendola del tutto entro il 1999.
Nel 1997, le operazioni nazionali di Icelandair, parte delle quali erano state precedentemente gestite con il marchio "Flugfélag Nordurlands", vennero combinate con la piccola compagnia aerea Nordurflug per formare la controllata Air Iceland Connect, consentendo alla compagnia principale Icelandair di concentrarsi completamente sui voli internazionali da allora poi. Il 20 novembre 1999 venne introdotta una nuova livrea, come parte di una campagna di rebranding per ritirare l'etichetta di "backpacker" di Icelandair a favore di un'enfasi sui viaggi d'affari. Nel 2001, l'hub di Icelandair venne spostato all'aeroporto Internazionale di Keflavík. Poiché Icelandair si concentrava in particolare sui voli verso il Nord America, la compagnia venne significativamente colpita dalla chiusura dello spazio aereo a seguito degli attacchi dell'11 settembre dello stesso anno.
La holding Flugleiðir venne riorganizzata in Icelandair Group (per le attività nel settore dell'aviazione) e FL Group (per le attività di finanziamento e investimento) tra il 2002 e il 2005, con Icelandair che divenne la più grande e importante di undici sussidiarie. Il dipartimento di wet lease e charter, fondato nel 2003, venne stato chiamato Loftleiðir Icelandic, reintroducendo così un nome familiare.

### Crisi ed eruzioni: 2010-2011
Come la maggior parte delle società islandesi, Icelandair è stata duramente colpita dalla crisi finanziaria del 2008 nel paese, ma era sulla buona strada per la ripresa quando un'altra crisi di tipo molto diverso l'ha colpita nel 2010. Le restrizioni al traffico aereo dopo l'eruzione dell'Eyjafjöll del 2010 hanno provocato la chiusura di gran parte dello spazio aereo europeo. L'interruzione è coincisa con l'importante inizio dei viaggi aerei della stagione estiva. Tre volte al giorno si tennero riunioni riguardo alla crisi presso la sede della compagnia. Icelandair ha cercato di operare il maggior numero possibile di voli passeggeri, mantenendo aperto il suo hub di Keflavík e dirottando i voli europei verso aeroporti ancora aperti. L'eventuale chiusura di Keflavík a causa della nube di cenere vulcanica ha coinciso con un miglioramento della situazione verso l'Europa, che ha permesso a Icelandair di spostare la sua sede con 200 dipendenti a Glasgow e operare voli da lì per dieci giorni, con navetta aerea verso l'aeroporto islandese di Akureyri e navette 24 ore su 24 per Reykjavík.
All'indomani dell'eruzione, il governo islandese ha lanciato con successo la campagna "Inspired by Iceland" per riconquistare la fiducia nel viaggiare in Islanda per turisti e uomini d'affari, di cui Icelandair era un partecipante principale e iniziatore.
Quando il vulcano Grímsvötn è eruttato nel 2011, Icelandair ha dovuto ancora una volta far fronte alle chiusure dello spazio aereo in Europa, anche se questa volta in misura minore a causa di un livello più elevato di preparazione politica.
Nel febbraio 2011, Icelandair è stata scelta "The Knowledge Company" dell'anno e il CEO di Icelandair Birkir Hólm Guðnason è stato scelto come "Man of the Year" dalla comunità imprenditoriale islandese. In entrambe le categorie, la giuria dell'Association of Economists and Business Graduates in Islanda ha affermato che "gli ottimi risultati della società nell'anno precedente hanno mostrato sia un alto grado di competenza e conoscenza specialistica all'interno dell'azienda, sia un'eccellente leadership". Nell'ottobre dello stesso anno, la compagnia ha ricevuto il titolo di "Azienda di marketing dell'anno in Islanda" da una giuria di IMARK, l'associazione di marketing in Islanda.

### Sviluppi dal 2012

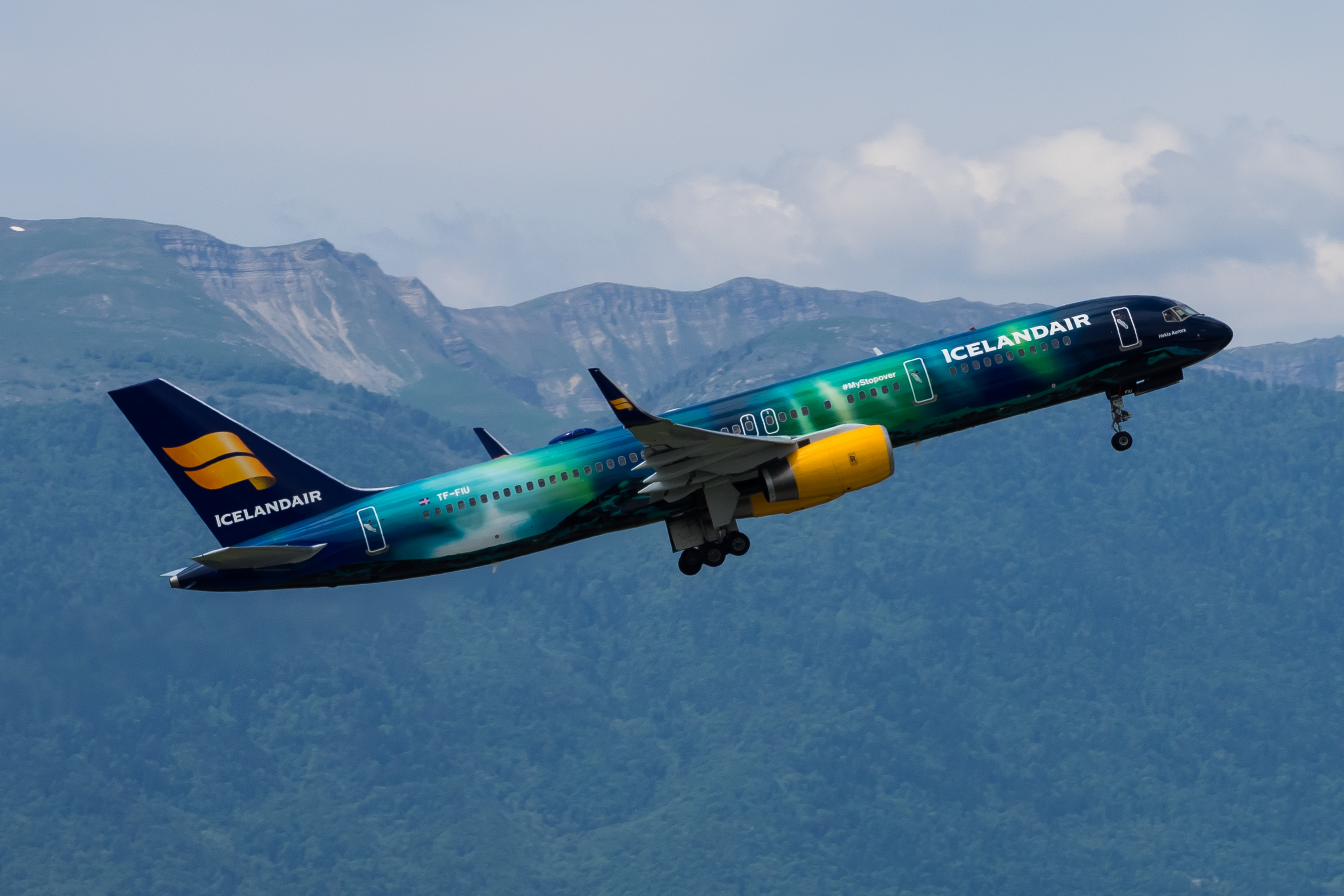
Il Boeing 757-200 registrato TF-FIU in decollo da Ginevra.

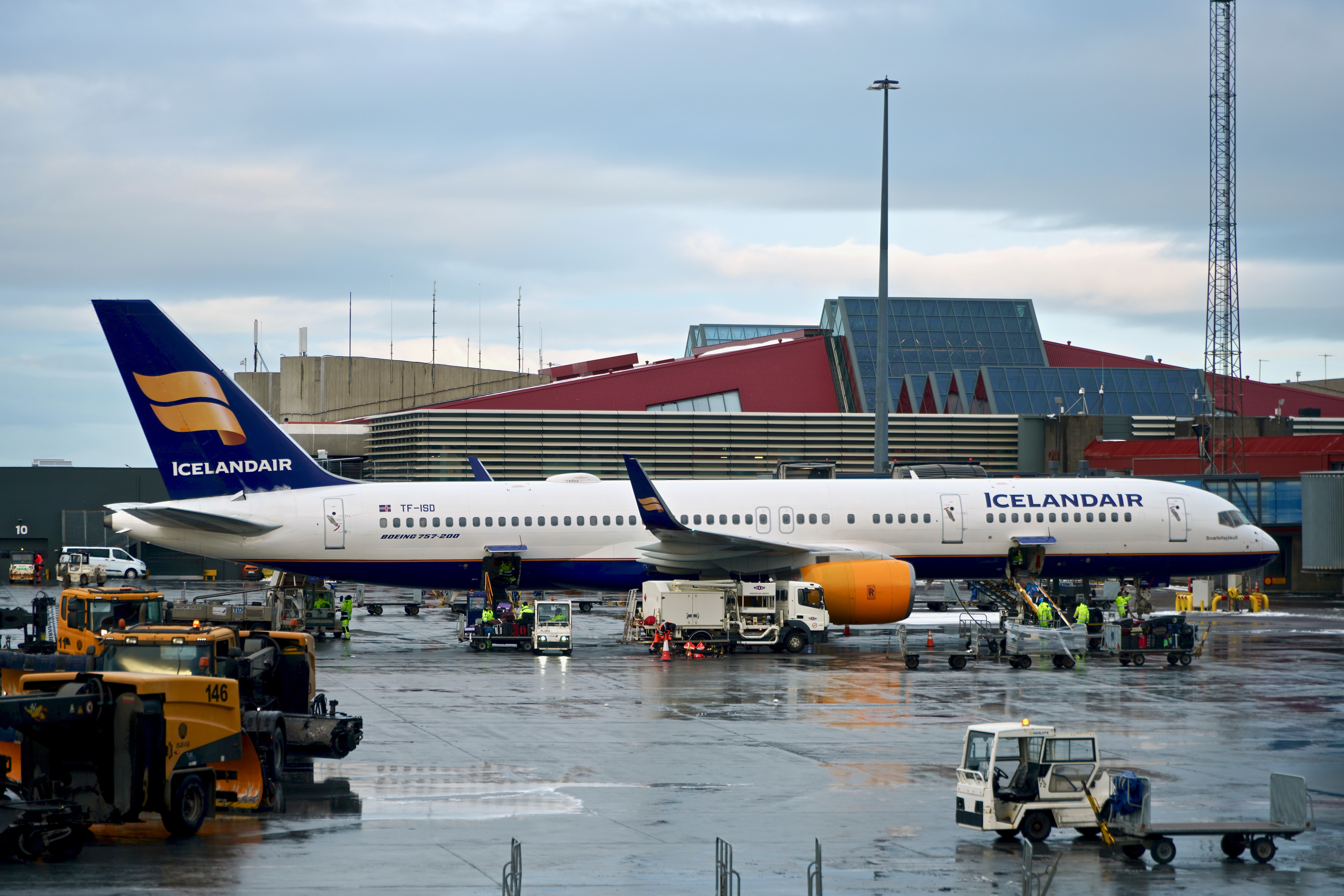
Un altro Boeing 757-200 della compagnia visto a Reykjavík.

Dopo aver lanciato i voli di linea per Washington, nel 2011, Denver è stata annunciata come nuova destinazione negli Stati Uniti per il 2012, seguita da Anchorage nel 2013, portando il numero totale di città servite nel paese fino a otto, insieme a Boston, Minneapolis, New York, Orlando e Seattle. Sempre nel 2012, Icelandair ha ripreso i servizi nazionali, con voli regolari che collegavano Akureyri al suo hub di Keflavík attraverso la società controllata Air Iceland.
Le operazioni sono raddoppiate in un periodo di cinque anni. Le nuove destinazioni nel 2014 sono state Edmonton e Vancouver in Canada; e Ginevra in Svizzera.
Il 9 dicembre 2014, Icelandair ha rivelato un Boeing 757-200 con una livrea a tema aurora boreale (registrazione TF-FIU) chiamato Hekla Aurora. L'aereo è stato lanciato ufficialmente nel febbraio 2015 come parte della campagna #MyStopover dell'azienda. La fusoliera, dipinta a mano da un team di artisti aerografi altamente qualificati del Regno Unito, presenta opere d'arte raffiguranti una scena invernale islandese con l'aurora boreale. Un'installazione di illuminazione d'atmosfera a LED nella cabina continua il tema emulando sia i colori che i motivi danzanti dell'aurora boreale. Come parte della flotta transatlantica di Icelandair, l'Hekla Aurora vola verso tutte le destinazioni della compagnia.
Il 5 febbraio 2015, Birmingham è diventata la quinta destinazione di Icelandair nel Regno Unito e la trentanovesima in tutto. Il 19 maggio 2015, Icelandair ha lanciato voli di linea da e per Portland e Oregon, negli Stati Uniti. Un'ulteriore espansione della rete globale di Icelandair è stata annunciata il 12 maggio 2015 con nuovi servizi tutto l'anno per l'aeroporto Internazionale di Chicago O'Hare. I servizi sono iniziati il 16 marzo 2016.
Il 17 agosto 2015, Icelandair ha annunciato l'ampliamento della sua rete di volo globale con un nuovo servizio tra Keflavik e Aberdeen, la seconda destinazione scozzese della compagnia. Il nuovo servizio, operato da Air Iceland Connect, è iniziato nel marzo dell'anno successivo, con voli programmati quattro volte a settimana.
Icelandair ha iniziato i voli di linea per l'aeroporto di Parigi Orly a partire dal 29 marzo 2016. I servizi per l'aeroporto di Montreal sono iniziati il 26 maggio 2016.
Nel settembre 2016, Icelandair ha annunciato servizi per Filadelfia, a partire da maggio 2017, e Tampa, negli Stati Uniti, a partire da settembre 2017.
Nel maggio 2017, Icelandair ha svelato una livrea speciale a tema ghiacciaio sul Boeing 757-200 (registrazione TF-FIR) denominata Vatnajökull, il nome del ghiacciaio più grande d'Europa. La livrea speciale è stata creata per commemorare l'80º anniversario di Icelandair.
Dagli anni sessanta, Icelandair offre ai passeggeri che viaggiano su voli transatlantici tra il Nord America e l'Europa l'opportunità di fare scalo in Islanda per un massimo di sette giorni, senza costi aggiuntivi. Al fine di sensibilizzare sulla sua offerta di scalo, nel 2014 la società ha lanciato una nuova iniziativa sui social media, con l'hashtag #MyStopover.
Nell'agosto 2017, il governo capoverdiano ha firmato un accordo con Loftleiðir Icelandic, parte del gruppo Icelandair, che ha trasferito l'amministrazione di TACV al gruppo islandese. I nuovi piani di amministrazione includevano l'interruzione dell'hub all'aeroporto Internazionale di Praia, concentrando tutte le operazioni della compagnia presso l'aeroporto Internazionale Amílcar Cabral facendolo diventare hub di collegamento tra le Americhe, l'Europa e l'Africa.
Il 5 novembre 2017, Icelandair ha passato il primo Boeing 757-200 a TACV per rafforzare le rotte esistenti, come i voli giornalieri per Lisbona, Fortaleza e Recife (che sono aumentati a 4 voli settimanali dal 3 dicembre).
Il 5 novembre 2018, Icelandair ha annunciato l'intenzione di rilevare il suo concorrente a basso costo, WOW air, con le due compagnie aeree che avrebbero continuato a operare come marchi separati. Il 29 novembre, Icelandair ha abbandonato questo tentativo poiché era improbabile che le condizioni preliminari per l'assemblea degli azionisti fossero soddisfatte.
Il 18 settembre 2020, il capitale sociale della società è stato aumentato con l'emissione di 23.000.000.000 di nuove azioni del valore nominale di 1 corona islandese a seguito di un'offerta pubblica. Inoltre, il governo islandese ha deciso di garantire una linea di credito per Icelandair. La garanzia ammonta a 120 milioni di dollari.
Il 9 marzo 2021, Icelandair Group ha annunciato che Air Iceland Connect si sarebbe fusa con Icelandair unendo i servizi nazionali e internazionali a partire dal 16 marzo 2021 e continuando le attuali operazioni di volo con il marchio Icelandair.

## Identità aziendale

### Servizi
Icelandair offre tre classi di prenotazione: Economy Light, Economy e Saga Class (l'ultima equivalente alla business class). I pasti gratuiti sono disponibili solo in Saga Class e per le classi Economy viene fornito un servizio di acquisto a bordo.
Tutti gli aeromobili di Icelandair sono dotati di un sistema di intrattenimento a bordo AVOD gratuito che include monitor touch-screen per ogni passeggero. Pasti gratuiti, coperte, cuscini e cuffie sono forniti ai bambini, e il sistema in volo ospita una selezione di film per loro.
Quasi tutta la flotta di Icelandair è dotata di WiFi a bordo. L'installazione del WiFi in tutti i B757-200/300 è stata completata nel 2015.
Viene fornita assistenza speciale per viaggiare con animali domestici, giovani viaggiatori e neonati, e un servizio speciale, ad esempio per non vedenti con cani di supporto, donne incinte, passeggeri in sedia a rotelle.
Icelandair Info, la rivista di bordo di Icelandair, viene stampata quattro volte l'anno in islandese e inglese. Pubblicato per la prima volta nel 2008, è anche il catalogo dei prodotti per il Saga Shop della compagnia. Il programma frequent flyer si chiama Saga Club.
Il 1º aprile 2013, la band islandese Sigur Rós ha pubblicato il suo ultimo album, Valtari, esclusivamente a bordo degli aerei di Icelandair, due mesi prima dell'uscita generale. Biophilia, l'album del 2011 di Björk, era stato pubblicato nello stesso modo.

### Icelandair Cargo

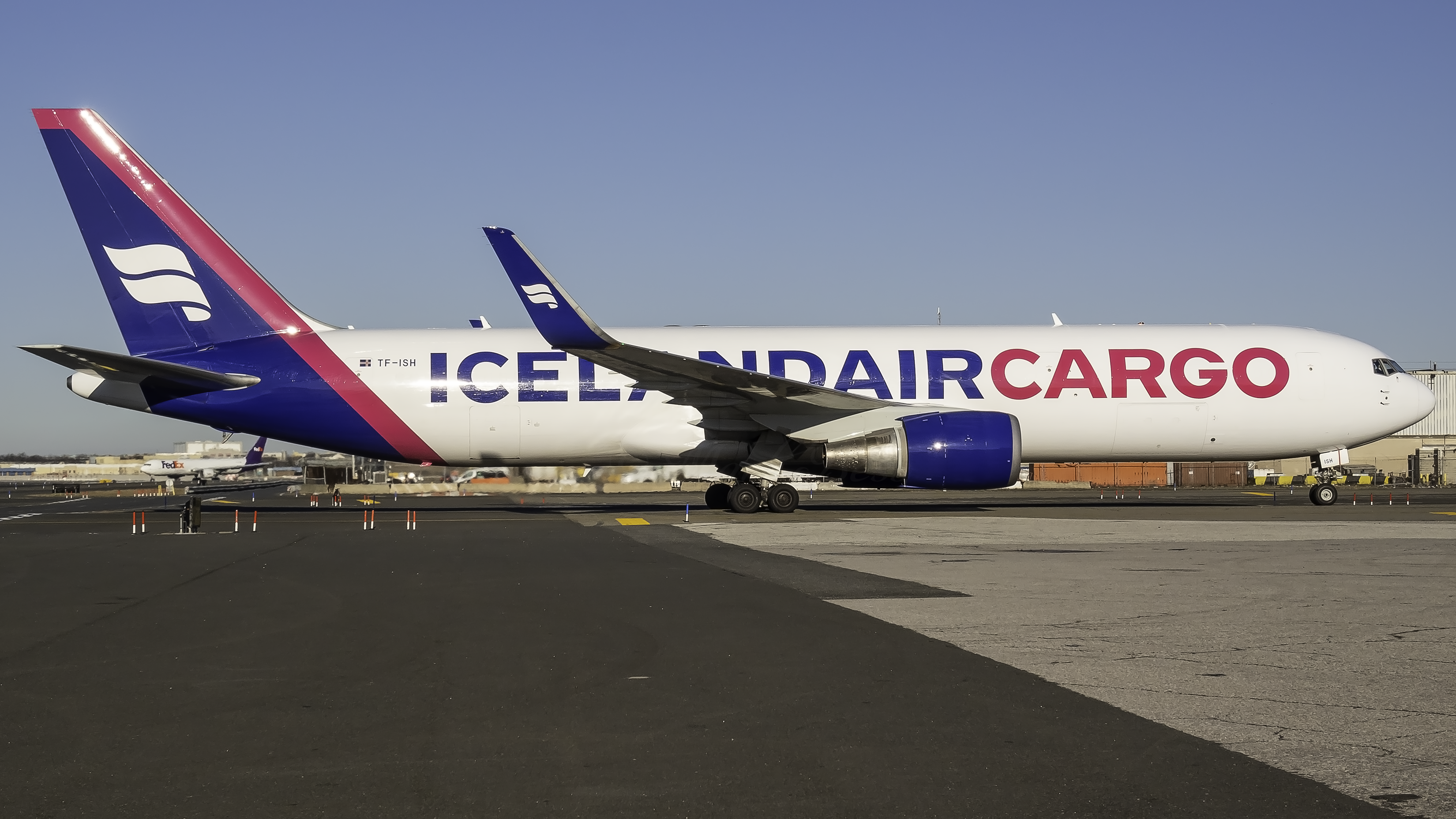
Un Boeing 767-300(BCF) di Icelandair Cargo.

Icelandair Cargo è la sussidiaria cargo di Icelandair. Flugfélag Íslands e Loftleiðir utilizzavano i propri aeromobili per il trasporto di merci e passeggeri; quando Icelandair venne fondata nel 1973, fu creata una divisione cargo all'interno della compagnia aerea. Dopo anni di utilizzo di aerei da carico come parte di Icelandair, Icelandair Cargo è stata costituita come entità separata nel 2000. La compagnia aerea utilizza lo spazio disponibile delle stive degli aerei passeggeri di Icelandair, oltre a gestire due Boeing 757 cargo tra New York, Keflavík, East Midlands e Liegi.

### Livree speciali

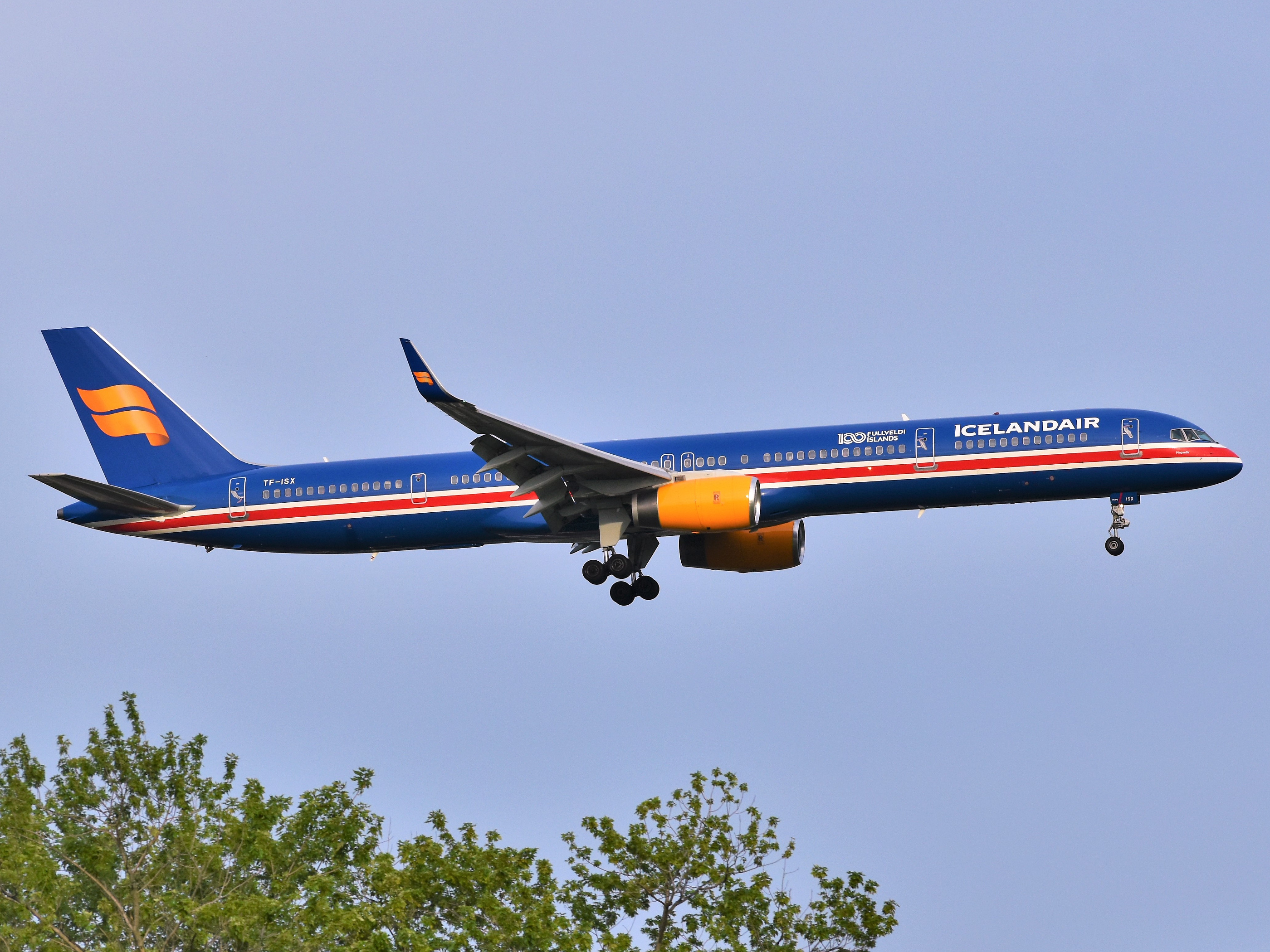
Il Boeing 757-300 (TF-ISX) con la livrea per il 100º anniversario dell'indipendenza islandese.

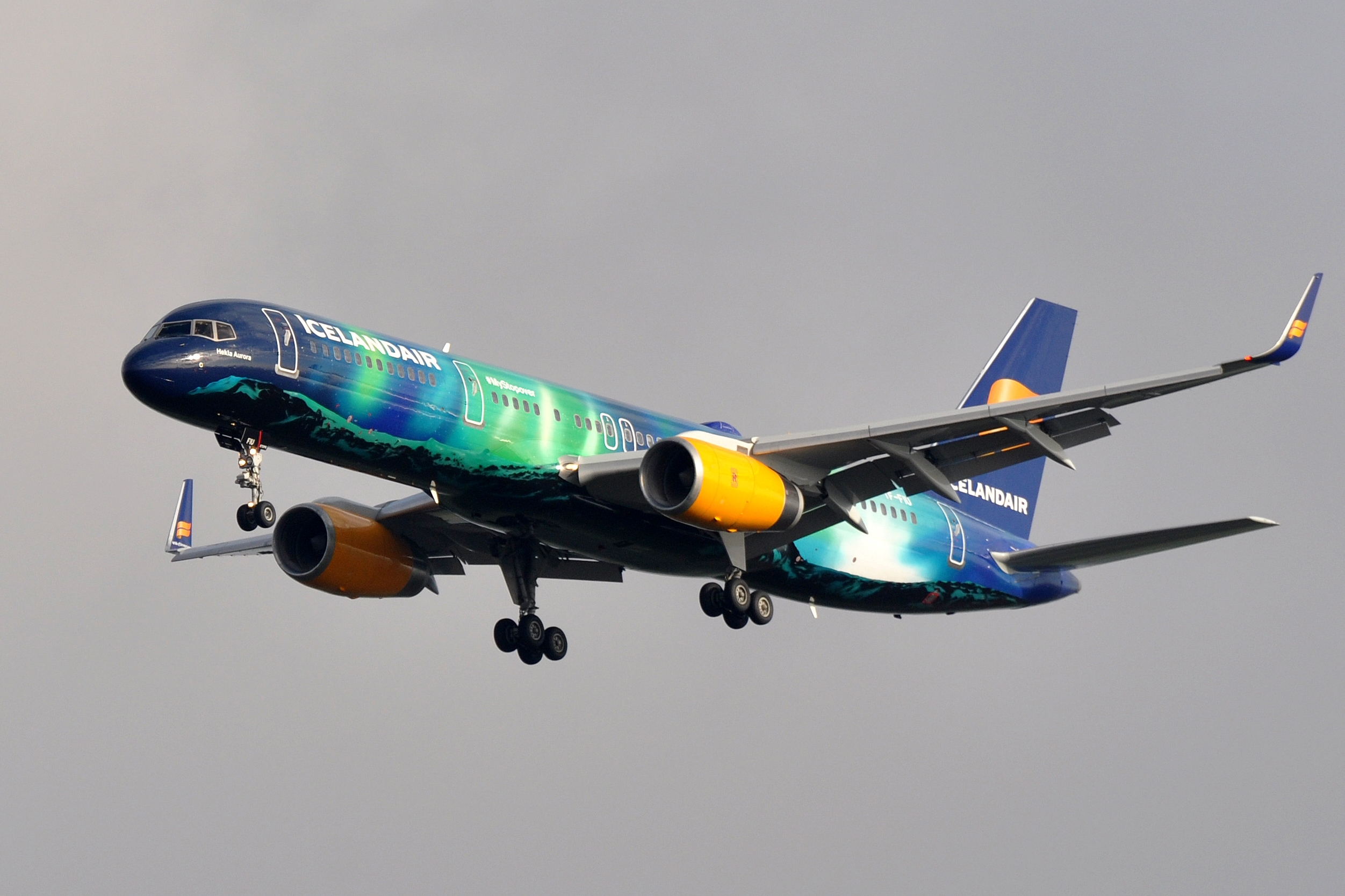
Il Boeing 757-200 (TF-FIU) con la livrea raffigurante l'aurora boreale.

Al 2024, Icelandair gestisce 3 aeromobili con livree "speciali". Due raffigurano la bellezza naturale dell'Islanda: una mostra il ghiacciaio più grande d'Europa, il Vatnajökull, oltre a celebrare il 100º anniversario dell'indipendenza dell'Islanda, mentre l'altra mette in risalto l'aurora boreale, facente anche parte della campagna #IcelandStopover di Icelandair. Il terzo velivolo (Boeing B757 TF-ISX 'Þingvellir') è dipinto in una livrea rossa, bianca e blu della bandiera islandese e celebra sia il 100º anniversario della sovranità nazionale islandese (1918-2018) sia la Coppa del mondo della squadra nazionale maschile di calcio debuttante nel 2018.

## Destinazioni
Al 2021, Icelandair vola dall'Islanda verso 22 destinazioni in Europa e 12 in Nord America. Alcune di queste sono stagionali.

### Accordi di code sharing
Al 2024, Icelandair ha accordi di code sharing con:
- Air Greenland
- Air Iceland Connect
- airBaltic
- Alaska Airlines[64]
- Atlantic Airways
- Emirates
- Finnair
- ITA Airways[65]
- JetBlue
- Scandinavian Airlines
- TAP Air Portugal
- Turkish Airlines

## Flotta

### Flotta attuale

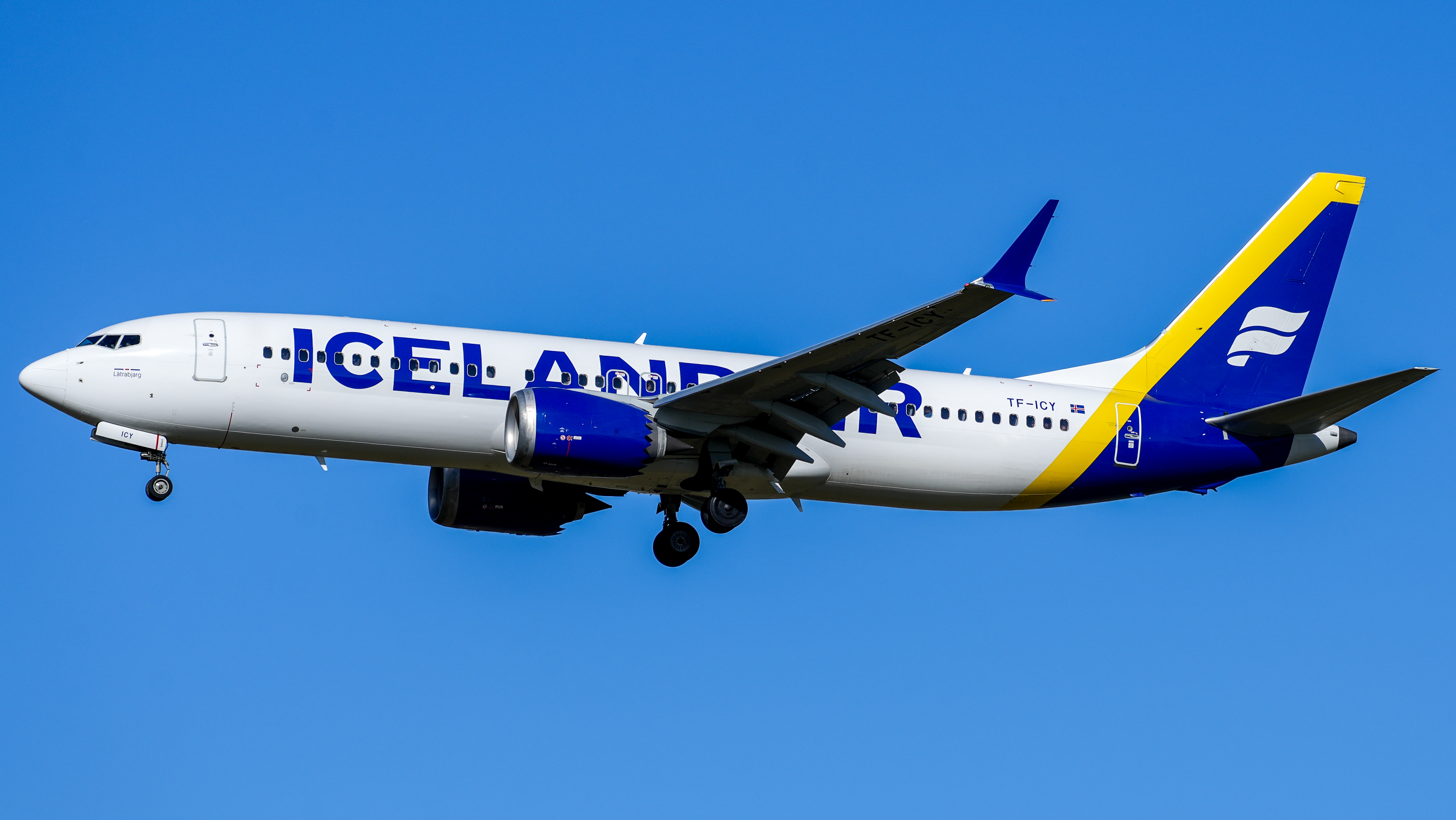
Un Boeing 737 MAX 8.

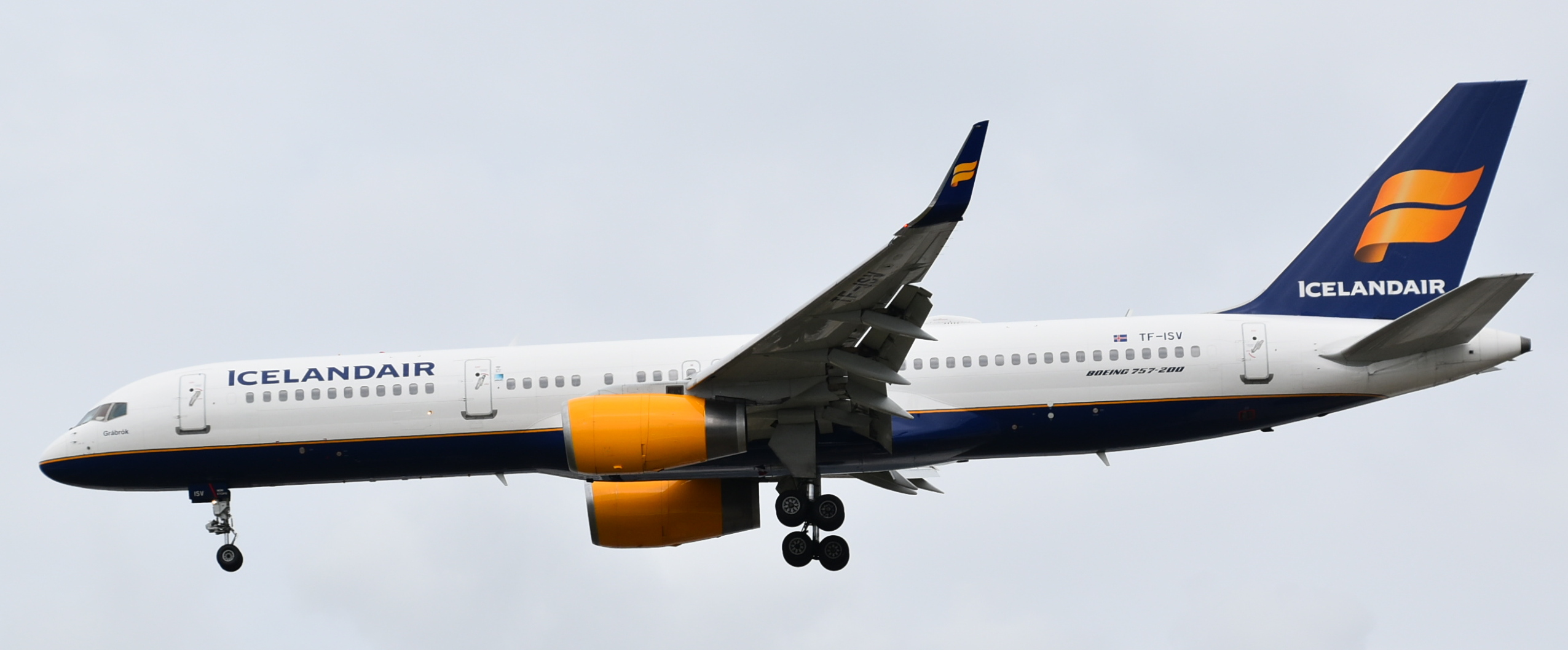
Un Boeing 757-200 nella vecchia livrea.

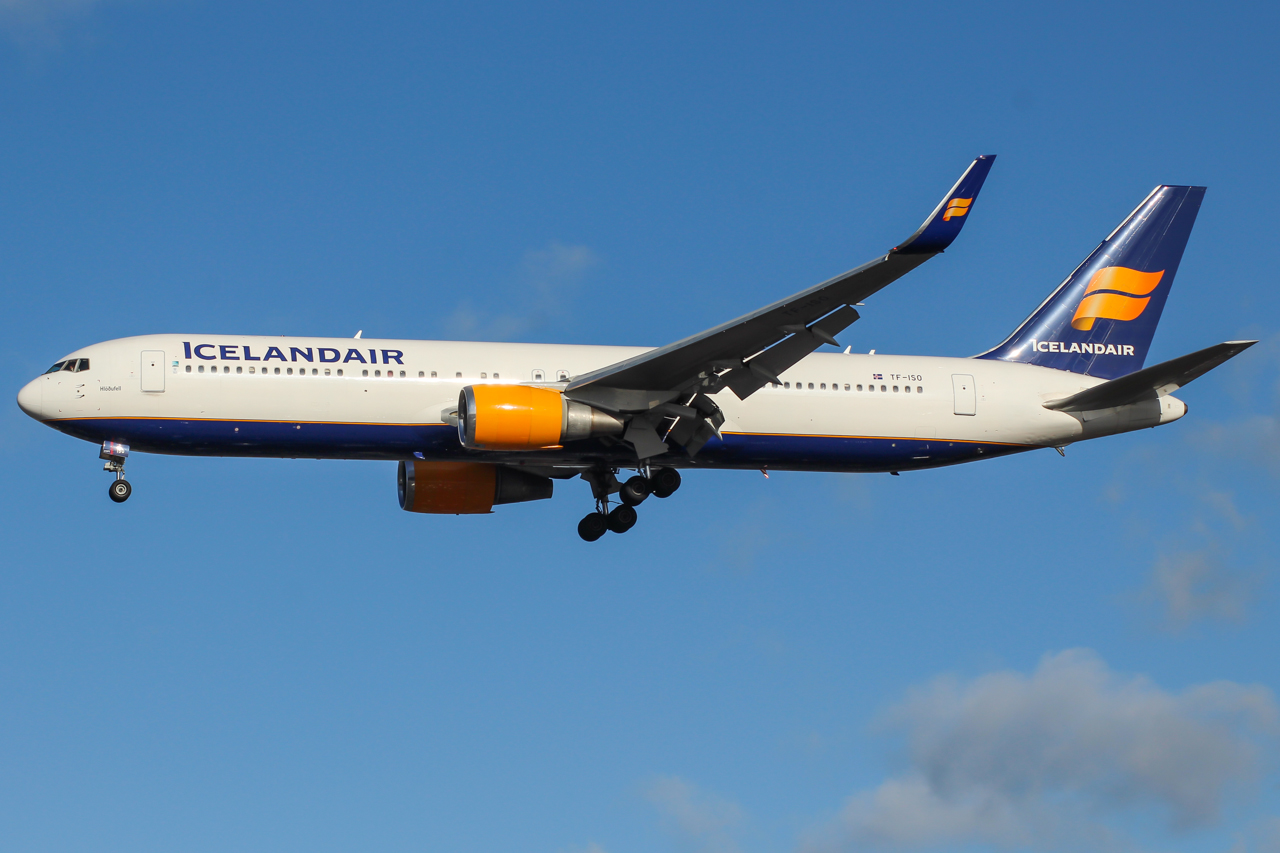
Un Boeing 767-300ER nella vecchia livrea.

Ad aprile 2025 la flotta di Icelandair è così composta:

### Sviluppo
Nel 2005, la compagnia aerea, per conto della sua società madre Icelandair Group, annunciò un ordine per dieci Boeing 737-800 con opzioni per altri cinque. Tali opzioni sono state successivamente esercitate. Questi non sono stati messi in servizio da Icelandair ma affittati ad altre compagnie. Nello stesso anno, Icelandair annunciò un ordine per due Boeing 787 Dreamliner. Nel 2006, Icelandair ha annunciato un ordine per altri due Boeing 787. Nel 2011 è stato annunciato che gli ordini per tre dei 787 erano stati annullati.
Il 13 febbraio 2013, Icelandair Group ha annunciato che la società aveva finalizzato un ordine con Boeing per sedici nuovi Boeing 737 MAX. Sono stati inoltre firmati i diritti di acquisto per altri otto 737. Il valore per tutti i sedici aeromobili era di 1,6 miliardi di dollari ai prezzi di listino Boeing, ma il prezzo di acquisto effettivo era riservato. Gli aerei sarebbero dovuti essere consegnati tra il 2018 e il 2021, ma le consegne sono state ritardate a causa della temporanea interdizione al volo dell'aeromobile. L'ordine è per nove 737 MAX 8 e sette 737 MAX 9.
L'8 maggio 2019, Icelandair ha annunciato che la compagnia stava valutando la possibilità di ordinare l'Airbus A321neo e l'Airbus A321LR in sostituzione della loro vecchia flotta di Boeing 757, o per correre a fianco del loro Boeing 737 MAX 8 o addirittura per sostituire interamente i MAX 8, a causa della messa a terra di questi ultimi.
Il 12 agosto 2020, Icelandair ha raggiunto un accordo con Boeing sugli ordini per i MAX. Questo includeva il taglio di quattro ordini del vettore.

### Flotta storica
Icelandair operava in precedenza con i seguenti aeromobili:

## Incidenti
- Il 31 gennaio 1951, un Douglas C-47, marche TF-ISG, tentò di atterrare a Reykjavík durante una forte nevicata. Il primo tentativo di atterraggio venne interrotto poiché le luci della pista non erano visibili a 500 piedi. L'equipaggio venne incaricato di salire a 2 000 piedi (610 m) prima di essere invitato a provare di nuovo ad atterrare, poiché la visibilità era leggermente migliorata. L'ultimo contatto radio avvenne quando l'equipaggio era arrivato a 700 piedi (210 m). Una macchia d'olio e alcuni pezzi di relitto vennero trovati in mare il giorno successivo, a circa 10 miglia dall'aeroporto.[78]
- Il 14 aprile 1963, un Vickers Viscount, marche TF-ISU, si schiantò a soli 6 km a ovest della pista 06 di Oslo. Si presunse che l'incidente fosse stato causato dal fatto che, durante l'avvicinamento a Fornebu, il pilota aveva il controllo del velivolo ad un'altezza così bassa che il recupero non era stato possibile.[79]
- Il 26 settembre 1970, il volo Icelandair Flugfélag Islands 704, un Fokker F27, era in viaggio per l'aeroporto di Vágar, che avrebbe raggiunto passando sopra Mykines. Il velivolo si schiantò sulla vetta più alta dell'isola. Dei 34 passeggeri e dell'equipaggio a bordo, 8 morirono nello schianto. Il comandante e 7 passeggeri, tutti seduti sul lato sinistro dell'aereo, rimasero uccisi sul colpo. In 26 sopravvissero, alcuni con ferite gravi. Tre passeggeri camminarono per un'ora per raggiungere il villaggio di Mykines per allertare le autorità. La maggior parte degli abitanti del villaggio salì sulla montagna per aiutare i sopravvissuti.[80]